# Jemeńska Republika Arabska na Letnich Igrzyskach Olimpijskich 1988
Reprezentacja Jemeńskiej Republiki Arabskiej swój drugi start letnich igrzyskach olimpijskich zaliczyła w Seulu w 1988 roku. W skład ówczesnej reprezentacji weszło ośmiu sportowców w trzech dyscyplinach sportu (cztery lata wcześniej w Los Angeles startowało tylko dwóch reprezentantów).
Na tych samych igrzyskach występowała reprezentacja Ludowo-Demokratycznej Republiki Jemenu, z którą Jemeńska Republika Arabska połączyła się w 1990 roku i na igrzyskach w 1992 roku wystąpili reprezentanci już zjednoczonego Jemenu.

## Wyniki

### judo
- Mohamed Kohsrof
  - odpadł w I rundzie (kat. do 60 kg)
- Mohamed Moslih
  - odpadł w II rundzie (kat. do 71 kg)

### lekkoatletyka
- Fahmi Ahmed Abdul Wahab
  - bieg na 800 metrów – 60. czas eliminacji (wśród 66 biegaczy)[1]
- Awad Saleh Ahmed
  - bieg na 1500 metrów – 56. czas eliminacji (wśród 59 biegaczy)[2]
- Anwar Al-Harazi Male
  - bieg na 5000 metrów – 43. czas eliminacji (wśród 55 biegaczy)[3]
- Abdul Karim Daoud
  - bieg na 10000 metrów – 40. czas eliminacji (wśród 43 biegaczy)[4]

### zapasy
- Abdullah Al-Ghrbi
  - ostatnie miejsce w grupie B kat. do 74 kg w stylu wolnym (0-42  Pekka Rauhala; 0-16  Bruno Beudet)
- Abdullah Al-Shamsi
  - ostatnie miejsce w grupie A kat. do 68 kg w stylu klasycznym (2-43  Yasuhiro Okubo; 0-17  Morten Brekke)